# Opération Strikeback

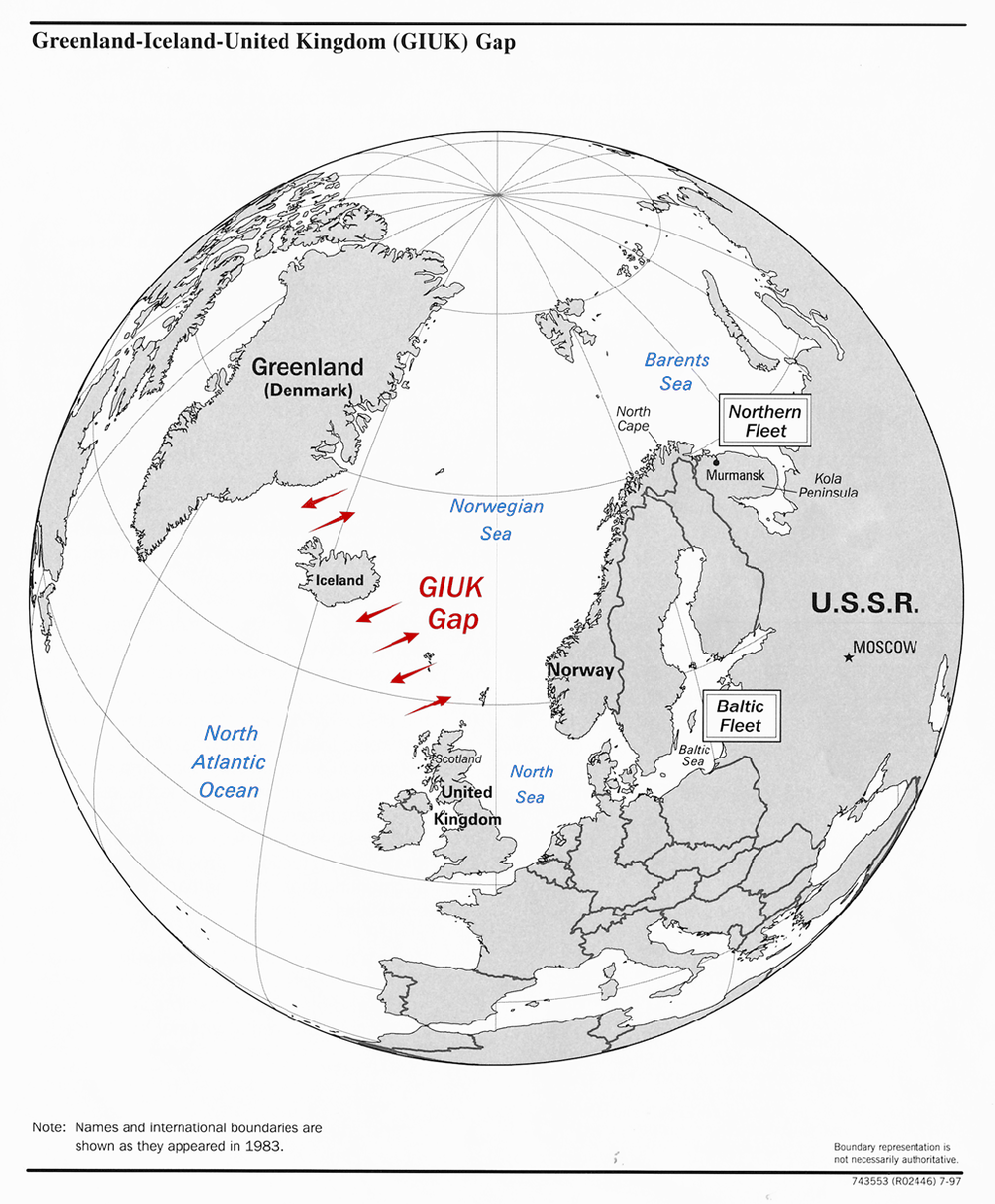
Localisation du GIUK où s'est déroulé l'exerce militaire.

L’opération Strikeback est un exercice majeur de l'OTAN planifié par le commandement allié Atlantique qui eut lieu dans l'océan Atlantique, dans la mer de Norvège et dans le GIUK pendant une dizaine de jours, du 3 au 12 septembre 1957. Elle avait pour but de simuler une réponse dans le cadre d'une attaque soviétique contre l'Europe. 
L'opération a impliqué plus de 200 navires de guerre, 650 avions et 65 700 marins de l'US Navy, de la Marine royale canadienne, de la Royal Navy, de la Marine nationale, de la Marine royale néerlandaise et de la Marine royale norvégienne. Il s'agit alors de la plus grande opération navale menée en temps de paix et du regroupement de flottes le plus important depuis la Seconde Guerre mondiale
Elle a été menée parallèlement à l'opération Deep Water (Eaux Profondes) afin de simuler une invasion soviétique du Détroit des Dardanelles près de la Turquie.